# Dioptromysis perspicillata
Dioptromysis perspicillata is een aasgarnalensoort uit de familie van de Mysidae. De wetenschappelijke naam van de soort is voor het eerst geldig gepubliceerd in 1915 door Zimmer.